# اسکالانته کراسینگ (آریزونا)
اسکالانته کراسینگ (به انگلیسی: Escalante Crossing) یک منطقهٔ مسکونی در ایالات متحده آمریکا است که در آریزونا واقع شده‌است. اسکالانته کراسینگ ۱٬۱۱۰ متر بالاتر از سطح دریا واقع شده‌است.